# Cannibal Corpse (album)
Cannibal Corpse prvi je demo album američkog death metal-sastava Cannibal Corpse, objavljen 2. svibnja 1989. godine. Demo je prethodnik prvog studijskog albuma sastava Eaten Back to Life te su sve pjesme s dema bile ponovno snimljene za album. Iako je pravo ime dema "Cannibal Corpse", znan je i pod imenima "A Skull Full of Maggots" ili jednostavnije "The Demo" među obožavateljima Cannibal Corpsea.
Demo je ponovno objavljen u box setu "Cannibal Corpse's 2003 Box Set 15 Year Killing Spree".

## Produkcija
Prvobitna verzija dema snimljena je isključivo za kazetu. Objavljeno je samo 200 kazeta, 100 s bijelom i 100 s crvenom pozadinom. Iako su kazete bile jeftino producirane te ih je mnogo odbačeno, obožavatelji i sam sastav smatraju demo odličnim. Većina primjeraka kazeta je bilo podijeljeno obožavateljima. Nekoliko izvornih kazeta još uvijek postoji, no danas se smatraju rijetkima i vrlo vrijednima obožavateljima grupe.

## Popis pjesama
| 1.    | »A Skull Full of Maggots«              | 2:08 |
| 2.    | »The Undead Will Feast«                | 2:57 |
| 3.    | »Scattered Remains, Splattered Brains« | 2:37 |
| 4.    | »Put Them to Death«                    | 1:49 |
| 5.    | »Bloody Chunks«                        | 2:21 |
| 11:54 |                                        |      |

## Zasluge
Cannibal Corpse
- Chris Barnes – vokali
- Jack Owen – gitara
- Bob Rusay – gitara
- Alex Webster – bas-gitara
- Paul Mazurkiewicz – bubnjevi

Ostalo osoblje
- Dennis Fura – snimanje